# Sint-Corneliuskerk (Welberg)
De Sint-Corneliuskerk is de voormalige parochiekerk van de tot de Noord-Brabantse gemeente Steenbergen behorende plaats Welberg. Het gebouw is gelegen aan de Kapelaan Kockstraat 44.

## Geschiedenis
In Welberg heeft vanaf 1679 een schuurkerk gestaan voor de gelovigen uit het nabije Steenbergen. 
Welberg kreeg in 1928 een echte kerk, die was ontworpen door Bernardus Oomen en Anton Oomen.
In 2014 werd de kerk onttrokken aan de eredienst en te koop gezet. In 2016 werd de kerk verkocht. Het gebouw bleef daarbij in zijn originele staat.

## Gebouw
Het betreft een bakstenen kruiskerk met voorgebouwde toren en een klokkengeveltje boven het koor. De kerk toont stijlelementen uit het expressionisme, in het bijzonder de Amsterdamse School. De toren heeft een spits met vier puntgevels.